# Kevin Doherty
Kevin Doherty (Toronto, 6 de noviembre de 1958) es un deportista canadiense que compitió en judo.
Ganó una medalla de bronce en el Campeonato Mundial de Judo de 1981, y una medalla de plata en el Campeonato Panamericano de Judo de 1982. En los Juegos Panamericanos de 1979 consiguió una medalla de plata.

## Palmarés internacional
| Campeonato Mundial      | Campeonato Mundial        | Campeonato Mundial | Campeonato Mundial |
| Año                     | Lugar                     | Medalla            | Categoría          |
| ----------------------- | ------------------------- | ------------------ | ------------------ |
| 1981                    | Maastricht (Países Bajos) | Medalla de bronce  | –78 kg             |
| Juegos Panamericanos    |                           |                    |                    |
| Año                     | Lugar                     | Medalla            | Categoría          |
| 1979                    | San Juan (Puerto Rico)    | Medalla de plata   | –71 kg             |
| Campeonato Panamericano |                           |                    |                    |
| Año                     | Lugar                     | Medalla            | Categoría          |
| 1982                    | Santiago de Chile (Chile) | Medalla de plata   | –78 kg             |